# Апаресиденсе
«Апареси́денсе» — бразильский футбольный клуб из города Апаресида-ди-Гояния штата Гояс. В 2022 году будет играть в бразильской Серии C.

## История
Клуб основан 22 октября 1985 года, профессиональный статус имеет с 1992 года. В 1996 году «Апаресиденсе» впервые в своей истории принял участие в высшем дивизионе чемпионата штата Гояс, в последующие 15 лет клуб неоднократно покидал и вновь возвращался в высший дивизион Лиги Гояно. Своих лучших результатов «Апаресиденсе» добился в последние два сезона, в 2011 и 2012 годах клуб становился шестым в чемпионате штата, благодаря последнему успеху «Апаресиденсе» получил право дебютировать в 2012 году в Серии D Бразилии.
В 2021 году «Апаресиденсе» сумел выиграть первый титул на общебразильской арене, став победителем Серии D. В финале турнира команда обыграла по сумме двух матчей «Кампиненсе» (1:0 в гостях и 1:1 дома). В 2022 году «Апаресиденсе» дебютирует в Серии C.
Домашние матчи команда проводит на стадионе «Анибал Батиста», вмещающем 8 тыс. зрителей.

## Достижения
- Вице-чемпион штата Гояс (2): 2015, 2018
- Чемпион второго дивизиона Лиги Гояно (1): 2010
- Чемпион третьего дивизиона Лиги Гояно (1): 2002
- Чемпион Серии D Бразилии (1): 2021